# Семёнова, Светлана Георгиевна
Светлана Георгиевна Семёнова (род. 11 марта 1940, Одесса) — советская и российская театральная актриса, народная артистка РСФСР.

## Биография
Светлана Георгиевна Семёнова родилась 11 марта 1940 года в Одессе в актёрской семье. В 1961 году окончила КГИТИ имени И. К. Карпенко-Карого.
С 1971 года играла в Камчатском областном драматическом театре в Петропавловске-Камчатском. Затем выступала в Иркутском драматическом театре.
В конце 1970 х годов была ведущей актрисой Горьковского театра драмы. Играла в Волгоградском новом экспериментальном театре.
Актриса Центрального Дома актёра имени А. А. Яблочкиной в Москве.

## Награды и премии
- Заслуженная артистка РСФСР (15.03.1971).
- Народная артистка РСФСР (5.07.1985).
- Диплом лауреата XIV Международного фестиваля-конкурса «Москва — город мира» — за спектакль «Листки из сожжённой тетради» автор П. Тихомирова (2017).

## Работы в театре

### Горьковский театр драмы
- «Муж и жена снимут комнату» М. М. Рощин — Алёна
- «Дети солнца» М. Горький — Лиза Протасова
- «Трамвай „Желание“» Т. Уильямс — Стелла
- «Егор Булычов и другие» М. Горький — Меланья
- «Забыть Герострата!..» Г. Горин — Клементина
- «Миссис Пайпер ведёт следствие» — Виктория Райнольде
- «Энергичные люди» В. М. Шукшин — Соня

### Волгоградский НЭТ
- «Ромео и Джульетта» У. Шекспира — Кормилица
- «Бабочка» — Эдда
- «Госпожа министерша» — Живка
- «Блэз» — мадам Карлье
- «Трамвай „Желание“» Т. Уильямс — Юнис
- «Самоубийца» — Серафима Ильинична и Клеопатра Максимовна

### Центральный Дом актёра имени А. А. Яблочкиной
- «Листки из сожжённой тетради» П. Тихомиров (реж. П. Тихомиров) — Анна Снегина[1]
- «Провинциалки» П. Тихомиров (режиссер П. Е. Тихомиров) — Героиня театра; Эдда
- «Маменька» (вечер памяти Галины Дёминой) (реж. П. Е. Тихомиров) — партнёрша
- 2016 — «Просто — Нина Агапова!» (Бенефис заслуженной артистки России Нины Агаповой) (режиссёр П. Е. Тихомиров) — партнёрша

## Фильмография
1. 2010 — Цветы от Лизы — бойкая женщина
2. 2012 — Склифосовский — Введенская
3. 2014 — Взгляд из вечности — Ксения, бабушка Аэллы